# ۶۴۷ (میلادی)
۶۴۷ (میلادی) ششصد و چهل و هفتمین سال تقویم میلادی است.
سال ۶۴۷  یک سال مشترک بود که از دوشنبه در تقویم ژولیانی آغاز می‌شد. نام‌گذاری این سال با عدد ۶۴۷ از اوایل قرون وسطی، زمانی که تقویم آنو دومینی به روش رایج در اروپا برای نامگذاری سال‌ها تبدیل شد، مورد استفاده قرار می‌گرفت.

## رویدادها[۲]
بر اساس مکان
امپراتوری بیزانس
جنگ اعراب و بیزانس: یک ارتش عرب (۲۰،۰۰۰ نفر) به فرماندهی عبدالله بن سعد به امپراتوری بیزانس در آفریقا حمله می‌کند. این ارتش، طرابلس و شهر سوفتولا، در ۲۴۰ کیلومتری جنوب کارتاژ، را فتح می‌کند.
گرگوری پاتریسین، امپراتور خودخوانده، در جریان حمله اعراب در سوفتولا کشته می‌شود. آفریقا پس از مرگ او به بیعت امپراتوری بازمی‌گردد، اما پایه‌های حکومت بیزانس به طرز مهلکی تضعیف می‌شود.
آسیا
امپراتور تایزونگ از سلسله تانگ، یک هیئت چینی را برای مطالعه تکنیک‌های هندی تولید شکر به بیهار در دره گنگ اعزام می‌کند.
تایزونگ یک دولت نظامی چینی را برای آرام کردن قلمرو سابق Xueyantuo، که تا کوه‌های آلتای در غرب امتداد دارد، تأسیس می‌کند.
امپراتور هارشا، حاکم شمال هند، پس از ۴۱ سال سلطنت درگذشت. پادشاهی او به ایالت‌های کوچک‌تر تجزیه می‌شود.
جیندوک پس از مرگ ملکه سئوندوک، ملکه پادشاهی کره‌ای شیلا می‌شود.
بر اساس موضوع
نجوم و علم
یک رصدخانه نجومی برج سنگی (به نام چومسونگدا) در گیونگجو در حدود همین زمان در شیلا  ساخته می‌شود.
دین
هیلدا اهل ویتبی، ۳۳ ساله، توسط آیدان، اسقف لیندیسفارن، متقاعد می‌شود که وارد زندگی رهبانی در صومعه هارتلپول (نورثامبریا) شود.

## زادگان[۳]
عباس بن علی شهید مسلم (متوفی 680)
اتزامناج بعلم دوم، فرمانروای یاخچیلان (متوفی ۷۴۲)

## درگذشتگان[۴]
اتلبور از کنت، ملکه نورثامبریا
فلیکس از بورگوندی، اسقف دانویچ (یا ۶۴۸)
گائو شیلیان، صدراعظم سلسله تانگ (متولد ۵۷۶)
گریگوری پاتریسین، اسقف آفریقا
هارشا، امپراتور هارشا (هند)
لی بایائو، مقام رسمی و مورخ چینی (متولد ۵۶۴)
سوندئوک، ملکه سیلا (کره)
شیائو یو، شاهزاده سلسله لیانگ (متولد ۵۷۴)

یانگ شیدائو، صدراعظم سلسله تانگ‎